# 알카노이드
《알카노이드》(Arkanoid, 일본어: アルカノイド)는 타이토에서 1986년에 제작한 아케이드 게임이다. 이 게임은 아타리의 브레이크아웃에서 유래되었으며, 파워 업, 형형색색의 벽돌, 그리고 다양한 레벨들을 추가시켰다. 제목은 탈출하려던 모선(母船)의 이름인 알카노이드에서 딴 것으로, 여러 시스템들과 리메이크, 차기작들이 발매되었다. 알카노이드는 여러 PC용 클론들과 유사 게임들을 만들었으며, 심지어 수십년 뒤에도 이런 현상이 나타났다.

## 평가
| 평론 점수         | 평론 점수                             |
| 평론사            | 점수                                  |
| ----------------- | ------------------------------------- |
| CVG               | 8/10 (Ami) 87% (C64) 84% (ZX)         |
| 드래곤            | (Mac)                                 |
| Génération 4      | 92% (Ami)                             |
| The Games Machine | 87% (C64) 86% (CPC) 89% (ST) 71% (ZX) |

| 수상                  | 수상                    |
| 평론사                | 수상                    |
| --------------------- | ----------------------- |
| Gamest Awards         | Silver Award            |
| Compute!              | Games of the Year       |
| Computer Gaming World | Best Arcade Translation |